# George O. Gore II
George O. Gore II (n. 15 de diciembre de 1982 en Fort Washington, Maryland, EE. UU.) es un actor estadounidense. 
Es conocido por interpretar a Michael Kyle, Jr. en la sitcom de la cadena ABC My Wife and Kids, y a Gregory "G" Williams en el drama policial New York Undercover de la cadena Fox. 
Las participaciones de Gore en televisión incluyen papeles de invitado en Law & Order y Touched by an Angel. Pero quizás es más recordado como G, el joven hijo del personaje de Malik Yoba en la serie New York Undercover, por el cual recibió tres nominaciones a los NAACP Image Awards.

## Filmografía

### Actor
| Film       | Film                                  | Film                 | Film                                                                                |
| Año        | Película                              | Papel                | Notas                                                                               |
| ---------- | ------------------------------------- | -------------------- | ----------------------------------------------------------------------------------- |
| 1992       | Juice                                 | Brian                |                                                                                     |
| 1996       | Eddie                                 | Mark Jones           |                                                                                     |
| 1997       | The Devil's Advocate                  | Chico en Harlem      |                                                                                     |
| 1999       | The Bumblebee Flies Anyway            | Billy                |                                                                                     |
| 2006       | Thugaboo: Sneaker Madness             | Voz de D-Roc         | Película de televisión                                                              |
| 2006       | Thugaboo: A Miracle on D-Roc's Street | D-Roc                | Película de televisión                                                              |
| 2009       | Dance Flick'                          | Ray                  |                                                                                     |
| Televisión |                                       |                      |                                                                                     |
| Año        | Título                                | Papel                | Notas                                                                               |
| 1994       | New York Undercover                   | Gregory 'G' Williams | 27 episodios; 1994-1998                                                             |
| 1996       | Law & Order                           | Clayton Doyle        | Episodio: "Esclavo"                                                                 |
| 1998       | Touched by an Angel                   | Tyler                | Episodio: "Elías"                                                                   |
| 2001       | The Nightmare Room                    | Frederick Goal       | Episodio: "Espíritu escolar" Episodio: "Halloween Luna Llena" (como George O. Gore) |
| 2001       | My Wife and Kids                      | Michael Kyle Jr.     | 123 episodios; 2001-2005                                                            |

### Director
| Año       | Título           | Papel    | Notas                                                              |
| --------- | ---------------- | -------- | ------------------------------------------------------------------ |
| 2004-2005 | My Wife and Kids | Director | Episodio: Estallido mono Episodio: Michael se apunta a un gimnasio |